# Amyloidschichtpilze
Die Amyloidschichtpilze (Amylostereum) sind die einzige Gattung der Familie der Amyloidschichtpilzverwandten (Amylostereaceae). Die Gattung umfasst vier Pilzarten, die sich als Holzzersetzer und Parasiten von lebendem oder totem Nadelholz ernähren. Im Holz verursachen Amyloidschichtpilze Weißfäule, indem sie den Gewebebestandteil Lignin abbauen. Sie bilden auf der Rindenoberfläche der von ihnen befallenen Bäume krustenartige, teils wellige Fruchtkörper aus, die denen der Schichtpilze (Stereum) ähneln.
Drei Arten der Gattung sind Symbionten von Holzwespen der Gattungen Sirex und Urocerus, die Nadelbäume befallen, und dienen deren Larven als Nahrung. Besonders der Braunfilzige Schichtpilz (A. areolatum) hat in Verbindung mit der Blauen Fichtenholzwespe (S. noctilio) dabei als Forstschädling an Bedeutung gewonnen.
Die Typusart der Gattung ist der Tannen-Schichtpilz (A. chailletii).

## Merkmale

### Makroskopische Merkmale
Amyloidschichtpilze bilden krustige, trockene und ledrig-korkige Fruchtkörper auf der Rinde von befallenen Bäumen aus. Diese Fruchtkörper sind 0,5–1,5 mm dick, sehr unregelmäßig geformt und können große Flächen auf der Rinde bedecken oder aber auch nur als kleine Flecken auftreten. Sie sitzen direkt auf der Borke und stehen an den Rändern bei den meisten Arten ab. Die ockerfarbene, graue oder bräunliche Fruchtschicht (Hymenium) ist glatt bis warzig und nach außen gewandt. Sie wird bei allen Arten außer dem Wacholder-Schichtpilz (A. laevigatum) durch den hochgebogenen (effuso-reflexen) Pilzrand begrenzt. Dieser hat eine filzige Oberfläche (ein sogenanntes Tomentum) und ist meist schmutzig braun gefärbt. Bei einigen Exemplaren steht er deutlich über und bildet eine Art Dach über dem Fruchtkörper; wenn er diesen ganz umschließt, können sich becherartige Gebilde formen.

### Mikroskopische Merkmale
Amyloidschichtpilze verfügen über eine dimitische Trama, das heißt, in ihrem Pilzfleisch sind zwei Arten von Hyphen vorhanden. Den ersten Typus bilden bräunliche Skeletthyphen, die für die Stabilität des Fruchtkörpers sorgen. Sie verlaufen parallel zur Rinde und biegen in ihrem Verlauf oft haarnadelartig ab, sodass die Schlaufen dickwandige, zystidenähnliche Strukturen, sogenannte Pseudozystiden, bilden. Den zweiten Typus bilden generative Hyphen. Sie sind durchscheinend (hyalin) und dienen dem Wachstum des Pilzes. Im Hymenium und der direkt darunter liegenden Schicht, dem Subhymenium, entspringen echte Zystiden. Sowohl Pseudozystiden als auch Zystiden sind inkrustiniert, das heißt, sie weisen an der Spitze kristallartige Strukturen auf.
Zwischen dem Hymenium und dem Tomentum verläuft bei allen Arten außer dem Wacholder-Schichtpilz eine dünne Trennschicht, die Cortex genannt wird. Sie ist auch bei vielen anderen Schichtpilzen (im weiteren Sinn) vorhanden und dafür verantwortlich, dass sich die Ränder des Fruchtkörpers hochbiegen. Da diese Cortex beim Wacholder-Schichtpilz fehlt, liegt sein Fruchtkörper flach an der Borke an.
Die Basidien messen 15–25 × 3,5–5,5 µm und haben eine schlanke, keulenähnliche Form. Auf ihren vier Sterigmen sitzt jeweils eine Spore. Die Sporen sind von schmaler ellipsoider oder zylindrischer Gestalt. Ihre Oberfläche ist glatt und ihre Wände dünn. Zwar sind sie farblos hyalin, färben aber unter Zugabe von Iod bläulich oder violett ein. Diese Eigenschaft unterscheidet die Amyloidschichtpilze von vielen anderen Arten, die ihnen äußerlich sehr ähnlich sehen, und verleiht der Gattung ihren Namen.

## Verbreitung
Das Verbreitungsgebiet der Amyloidschichtpilze umfasste ursprünglich nur die Holarktis mit Nordamerika und Eurasien und die Neotropis mit Mittel- und Südamerika. Mit der Einschleppung des Braunfilzigen Schichtpilzes und seines Symbionten, der Blauen Fichtenholzwespe (Sirex noctilio), ist die Gattung aber mittlerweile auf allen Kontinenten mit Ausnahme der Antarktis anzutreffen.
Der Tannen-Schichtpilz ist in Nordamerika und Eurasien in der gemäßigten Klimazone verbreitet. Der Wacholder-Schichtpilz ist ebenfalls im gemäßigten Eurasien anzutreffen, unklar ist allerdings, wie weit die Art auch in Nordamerika verbreitet ist. Ursprünglich nur in Nordafrika und in Eurasien beheimatet ist der Braunfilzige Schichtpilz; er wurde jedoch im Laufe des 20. Jahrhunderts in Australien, Neuseeland, im südlichen Afrika sowie in Süd- und in Nordamerika eingeführt. Lediglich Amylostereum ferreum ist ursprünglich in den Tropen beheimatet und in Brasilien sowie in der Karibik verbreitet.

## Ökologie

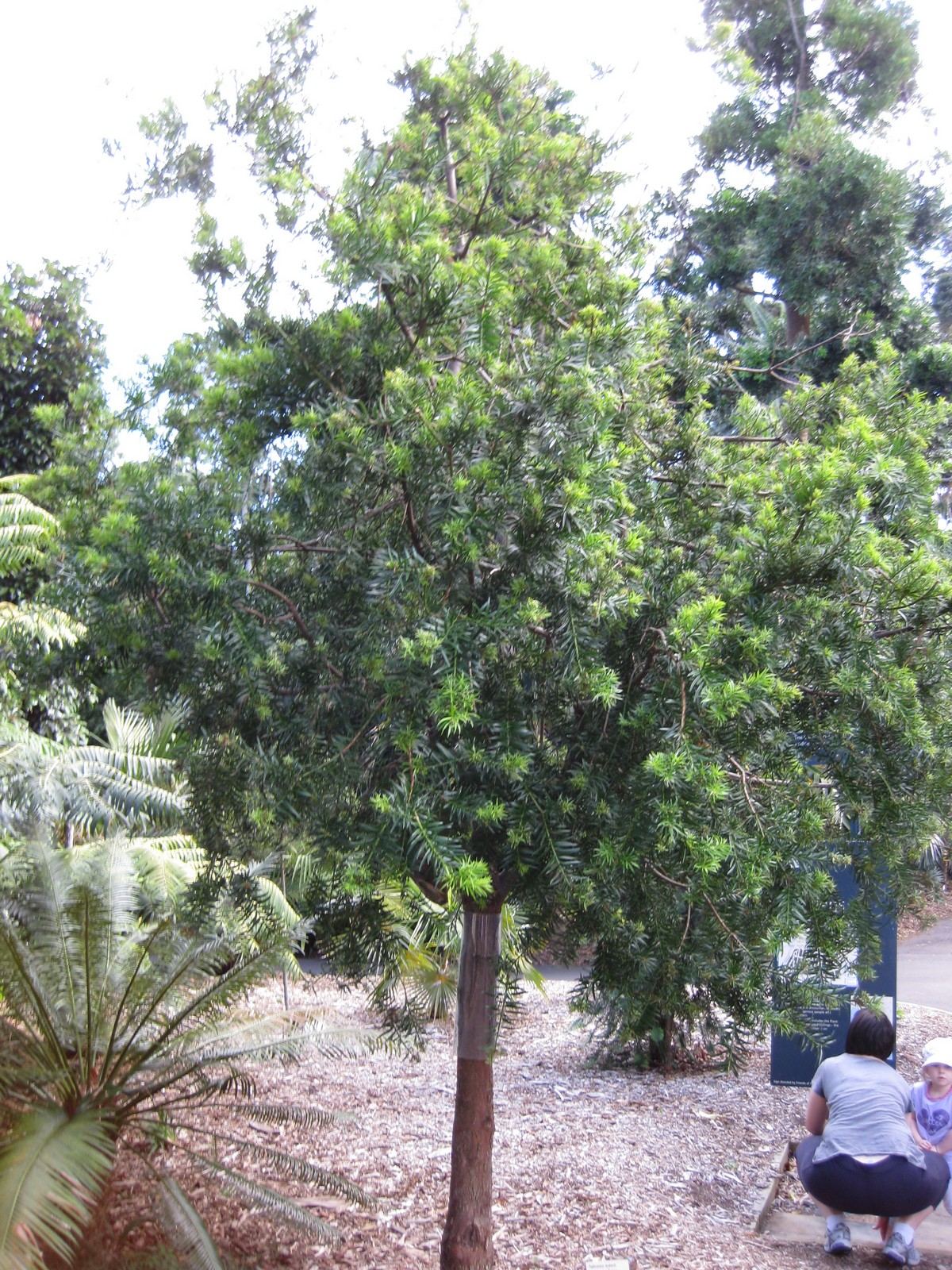
Die südamerikanische Art A. ferreum befällt Steineiben wie Podocarpus lambertii

Für gewöhnlich befallen Amyloidschichtpilze alleine nur abgestorbenes oder gefälltes Holz von Nadelbäumen. Drei Arten – Braunfilziger, Wacholder- und Tannen-Schichtpilz – gehen aber auch Symbiosen mit Holzwespen (Siricidae) ein, die neben frisch gefällten auch lebende Bäume befallen und diese mit den Pilzen infizieren. Dabei handelt es sich um die Gattungen Sirex und Urocerus, die Oidien (zu Sporen aufgespaltete Hyphen der Pilze) in speziellen Hinterleibsorganen aufbewahren. Die Holzwespen infizieren Bäume, indem sie ein phytotoxisches Sekret unter die Rinde des Baumes spritzen und gleichzeitig Pilzsporen in das Loch injizieren. Das Sekret schwächt den Baum und verringert kurzfristig seine Abwehrfähigkeit, wodurch sich die Amyloidschichtpilze entlang des Xylems ausbreiten können. Die Infektion mit Amyloidschichtpilzen erfüllt für die Wespen zwei Funktionen: Sie ermöglicht zunächst den Larven das Fressen, weil die Weißfäule das Holz aufweicht; gleichzeitig dient das Myzel der Pilze den Larven als Nahrung. Nachdem sich die Larve verpuppt hat, nimmt sie das Myzel des Amyloidschichtpilzes wieder in ihren Körper auf, um es später – sofern weiblich – mit ihren Eiern zusammen abzulegen. Der Pilz profitiert durch die Symbiose, weil er sich schneller und effektiver als durch Sporenflug verbreiten kann und zudem keine Fruchtkörper ausbilden muss. Dennoch bilden Amyloidschichtpilze in freier Wildbahn auch Fruchtkörper aus, wobei die Verbreitung durch Holzwespen bei den entsprechenden Arten deutlich überwiegt. Amylostereum ferreum hingegen bildet regelmäßig Fruchtkörper aus.

### Wirtsspektrum
Das Wirtsspektrum der Amyloidschichtpilze umfasst mehrere, teils sehr unterschiedliche Gattungen der Koniferen (Coniferales). Der Tannen-Schichtpilz befällt vorwiegend Kieferngewächse wie Tannen (Abies) und Fichten (Picea), aber auch Zedern (Cedrus) und Douglasien (Pseudotsuga). Ein ähnliches Wirtsspektrum hat der Braunfilzige Schichtpilz, der hauptsächlich Tannen, Sicheltannen (Cryptomeria), Lärchen (Larix), Fichten, Kiefern (Pinus) und Douglasien als Wirte nutzt. Während im ursprünglichen Verbreitungsgebiet Fichten als Wirte dominieren, ist diese Art im Rest der Welt meist in Kiefern zu finden. Das Wirtsspektrum des Wacholder-Schichtpilzes umfasst Zypressengewächse wie Wacholder (Juniperus) oder Zypressen (Cupressus) und mit der Europäischen Eibe (Taxus baccata) eine nicht zu den Zypressengewächsen zu zählende Taxopsida-Art. Amylostereum ferreum ist dagegen bisher nur von neotropischen Steineiben (Podocarpus) bekannt.

### Befallssymptome
Amyloidschichtpilze sind Weißfäuleerreger. Sie bauen das Lignin des Wirtsholzes ab, wodurch die befallenen Holzbereiche an Stabilität verlieren und eine faserige Struktur annehmen. Damit einher geht eine Ausbleichung des Gewebes, da im Lignin braune Pigmente enthalten sind. Die Ausbreitung im Holz erfolgt vor allem entlang der Transportkanäle im Xylem. Im Längsschnitt zeigt sich deshalb eine vertikal verlaufende Rotfäule, bei der bleiche, befallene Stellen mit intaktem Holz kontrastieren. Faktoren, die auf einen Befall mit Holzwespen, den Symbionten einiger Arten, hindeuten, sind kreisrunde Ausfluglöcher in der Borke und akuter Stress durch Trockenheit, der sich in hängenden, herabfallenden oder bräunenden Nadeln zeigt.

## Arten
| Amyloidschichtpilze (Amylostereum) |                         |                                                       |
| \| Deutscher Name \| Wissenschaftlicher Name \| Autorenzitat \| \| ------------------------- \| ----------------------- \| ----------------------------------------------------- \| \| Braunfilziger Schichtpilz \| Amylostereum areolatum \| (Chaillet ex Fries 1828) Boidin 1958 \| \| Tannen-Schichtpilz \| Amylostereum chailletii \| (Persoon 1822 : Fries 1828) Boidin 1958 \| \| \| Amylostereum ferreum \| (Berkeley & M.A. Curtis 1869) Boidin & Lanquetin 1984 \| \| Wacholder-Schichtpilz \| Amylostereum laevigatum \| (Fries 1828 : Fries 1828) Boidin 1958 \| |                         |                                                       |
| Deutscher Name | Wissenschaftlicher Name | Autorenzitat                                          |
| Braunfilziger Schichtpilz | Amylostereum areolatum  | (Chaillet ex Fries 1828) Boidin 1958                  |
| Tannen-Schichtpilz | Amylostereum chailletii | (Persoon 1822 : Fries 1828) Boidin 1958               |
| | Amylostereum ferreum    | (Berkeley & M.A. Curtis 1869) Boidin & Lanquetin 1984 |
| Wacholder-Schichtpilz | Amylostereum laevigatum | (Fries 1828 : Fries 1828) Boidin 1958                 |

## Taxonomie und Forschungsgeschichte
Die Amyloidschichtpilze wurden lange Zeit der Gattung der Schichtpilze (Stereum) zugeordnet. Diese Einteilung erfolgte in erster Linie aufgrund des geschichteten Aufbaus der Fruchtkörper und der den Schichtpilzen sehr ähnlichen Lebensweise. 1958 trennte Jacques Boidin die Amyloidschichtpilze jedoch von den Schichtpilzen ab und stellte sie in eine eigene Gattung. Diese Entscheidung begründete er vor allem mit mikroskopischen Unterschieden wie den amyloiden Sporen und den inkrustierten Zystiden der Amyloidschichtpilze. Als wissenschaftlichen Gattungsnamen wählte er Amylostereum, was dem deutschen Namen entspricht. Zwar wurde die Typusart der Gattung, der Tannen-Schichtpilz, ursprünglich als Trichocarpus ambiguus beschrieben, der Gattungsname Trichocarpus wurde 1958 aber bereits für eine Gattung der Malvengewächse verwendet.
1998 stellte Boidin die Amyloidschichtpilze auf Basis von DNA-Analysen in eine eigene, monotypische Familie der Amyloidschichtpilzverwandten (Amylostereaceae), die er der Ordnung der Hericiales zurechnete. Spätere Untersuchungen unterstützten jedoch die ursprüngliche Zuordnung zu den Russulales.

### Äußere Systematik
|  | Wurzelschwamm (Heterobasidion annosum) |
|  |                                        |
|  | Russula compacta                       |
|  |                                        |

|  | Echinodontium tinctorium           |
|  |                                    |
|  | Amyloidschichtpilze (Amylostereum) |
|  |                                    |

|  | Wurzelschwamm (Heterobasidion annosum) |
|  |                                        |
|  | Russula compacta                       |
|  |                                        |

|  | Echinodontium tinctorium           |
|  |                                    |
|  | Amyloidschichtpilze (Amylostereum) |
|  |                                    |

|  | Wurzelschwamm (Heterobasidion annosum) |
|  |                                        |
|  | Russula compacta                       |
|  |                                        |

|  | Echinodontium tinctorium           |
|  |                                    |
|  | Amyloidschichtpilze (Amylostereum) |
|  |                                    |

|  | Wurzelschwamm (Heterobasidion annosum) |
|  |                                        |
|  | Russula compacta                       |
|  |                                        |

|  | Echinodontium tinctorium           |
|  |                                    |
|  | Amyloidschichtpilze (Amylostereum) |
|  |                                    |

|  | Echinodontium ryvardenii                                                                                   |
|  | |
|  | \| \| Becherkoralle (Artomyces pyxidatus) \| \| \| \| \| \| Amyloidschichtpilze (Amylostereum) \| \| \| \| |
|  | |
|  | Becherkoralle (Artomyces pyxidatus)                                                                        |
|  | |
|  | Amyloidschichtpilze (Amylostereum)                                                                         |
|  | |

|  | Becherkoralle (Artomyces pyxidatus) |
|  |                                     |
|  | Amyloidschichtpilze (Amylostereum)  |
|  |                                     |

|  | Echinodontium ryvardenii                                                                                   |
|  | |
|  | \| \| Becherkoralle (Artomyces pyxidatus) \| \| \| \| \| \| Amyloidschichtpilze (Amylostereum) \| \| \| \| |
|  | |
|  | Becherkoralle (Artomyces pyxidatus)                                                                        |
|  | |
|  | Amyloidschichtpilze (Amylostereum)                                                                         |
|  | |

|  | Becherkoralle (Artomyces pyxidatus) |
|  |                                     |
|  | Amyloidschichtpilze (Amylostereum)  |
|  |                                     |

Die Einordnung der Amyloidschichtpilze ist nicht vollständig geklärt. Als nächste Verwandte kommen – je nach Untersuchung – entweder Echinodontium tinctorium mit einem Großteil der Gattung Echinodontium oder aber die Becherkoralle (Artomyces pyxidatus) in Frage. Die Ergebnisse der bisherigen DNA-Analysen deuten mehrheitlich auf eine nahe Verwandtschaft zu Echinodontium hin. Dem widersprechen jedoch teilweise Ergebnisse einiger anderer Studien. Lediglich die Zuordnung zu den Russulales gilt als gesichert. Eine Einordnung der Gattung Amylostereum in die Familie Echinodontiaceae wird von einigen Autoren vorgeschlagen.

### Entwicklungsgeschichte und innere Systematik
Innerhalb der Gattung stiftete vor allem die Ähnlichkeit zwischen Tannen-Schichtpilz (A. chailletii) und Braunfilzigem Schichtpilz (A. areolatum) Verwirrung. Da sich die Fruchtkörper der beiden Arten äußerlich nur in der Größe unterscheiden, geht etwa German Josef Krieglsteiner davon aus, dass es sich um ein und dieselbe Art in verschiedenen Altersstadien handelt. In Experimenten mit Kulturen der Arten zeigte sich jedoch, dass sich das Myzel von Tannen-Schichtpilz, Wacholder-Schichtpilz (A. laevigatum) und A. ferreum teilweise vereinigen ließ, das Myzel des Braunfilzigen Schichtpilzes jedoch mit dem aller anderen Arten inkompatibel war; A. laevigatum und A. chailletii waren inkompatibel. Boidin mutmaßt, dass der gemeinsame Vorfahr aller Amyloidschichtpilze Steineiben als Wirt nutzte. Diese Gattung war bis ins Tertiär auch in Europa beheimatet, starb dort aber aus, sodass sich die Amyloidschichtpilze auf andere Koniferen spezialisierten und in mehrere Arten zerfielen. Lediglich A. ferreum sei in Südamerika weiter auf Steineiben spezialisiert geblieben.
Sowohl Kompatibilitätstests als auch DNA-Analysen zeigen, dass sich der Braunfilzige Schichtpilz sehr früh von den anderen Amyloidschichtpilzen getrennt hat. Die anderen drei Arten trennten sich hingegen erst in jüngerer Zeit und sind deshalb noch teilweise miteinander kompatibel. A. ferreum und A. laevigatum bildeten in 59 % der Fälle ein gemeinsames Myzel, A. ferreum und A. chailletii nur in 44 % der Fälle. Ein bisher nicht näher identifizierter Pilz aus der Gattung Amylostereum steht in DNA-Analysen zwischen A. laevigatum und A. ferreum. Dies ist insofern bemerkenswert, als dass dieser Pilz aus den Mycetangien einer nordamerikanischen Holzwespe stammt, während A. laevigatum bisher weder in Nordamerika noch in Europa als Symbiont von Holzwespen beobachtet wurde. Möglicherweise stellt der Pilz eine eigene Art oder ein Subtaxon von A. laevigatum dar. Da sich A. areolatum und A. chailletii hauptsächlich ungeschlechtlich über die Symbiose mit Holzwespen vermehren, ist die genetische Variabilität innerhalb dieser Arten äußerst gering.

## Ökologische und wirtschaftliche Bedeutung
In ihrer ursprünglichen Heimat haben alle Arten nur eine geringe Bedeutung als Forstschädlinge. Der Befall durch Holzwespen nimmt keine größeren Ausmaße an und ist im Vergleich zu anderen Schädlingen nahezu bedeutungslos. Bei der geschlechtlichen Vermehrung über Fruchtkörper sind die Infektionsraten noch geringer, weil hier die Wespen als Vektoren wegfallen. Obendrein gelingt es Amyloidschichtpilzen allein in der Regel nicht, gesunde Bäume zu befallen. Sie fungieren daher meist als Totholzzersetzer. Kiefernmonokulturen in Australien, Neuseeland, Afrika und Südamerika haben sich jedoch als anfällig für die dort eingeschleppte Blaue Fichtenholzwespe (Sirex noctilio) und den mit ihr assoziierten Braunfilzigen Schichtpilz (A. areolatum) erwiesen. Das phytotoxische Sekret der Wespe, ihre Larven und der Pilz wirken hier sehr effektiv zusammen und führen teilweise zu Baumsterblichkeitsraten von bis zu 80 %. Dies ist vor allem eine Folge der mangelnden Wasser- und Nährstoffversorgung der Bäume, die den durch den Befall ausgelösten Trockenheitsstress nur schwer verkraften können. Als Gegenmaßnahme werden seit den 1980er Jahren Kulturen des Fadenwurms Deladenus sircidicola in Bäume geimpft. Dieser Parasit ernährt sich vom Myzel des Braunfilzigen Schichtpilzes und ist damit ein Nahrungskonkurrent der Wespenlarven. Obendrein befällt er die Insekten und führt bei den Weibchen zu Unfruchtbarkeit, woraufhin aus deren Eiern nur noch männliche Larven schlüpfen. Diese Methode hat sich bei der Bekämpfung des Sirex-Amylostereum-Komplexes als relativ erfolgreich erwiesen.